# Motivació teòrica de la relativitat general
Una motivació teòrica per a la relativitat general, inclosa la motivació per a l'equació geodèsica i l'equació de camp d'Einstein, es pot obtenir de la relativitat especial examinant la dinàmica de les partícules en òrbites circulars al voltant de la Terra. Un avantatge clau en examinar òrbites circulars és que és possible conèixer a priori la solució de l'equació de camp d'Einstein. Això proporciona un mitjà per informar i verificar el formalisme.
La relativitat general aborda dues qüestions:
1. Com afecta la curvatura de l'espai-temps al moviment de la matèria?
2. Com afecta la presència de matèria a la curvatura de l'espai-temps?

La primera pregunta es respon amb l'equació geodèsica. La segona pregunta es respon amb l'equació de camp d'Einstein. L'equació geodèsica i l'equació de camp es relacionen mitjançant un principi de mínima acció. La motivació de l'equació geodèsica es proporcionar a la secció Equació geodèsica per a òrbites circulars. La motivació de l'equació de camp d'Einstein es proporciona a la secció Tensor de tensió-energia.

Línia mundial d'una òrbita circular al voltant de la Terra representada en dues dimensions espacials X i Y (el pla de l'òrbita) i una dimensió temporal, normalment posada com a eix vertical. Tingueu en compte que l'òrbita al voltant de la Terra és un cercle a l'espai, però la seva línia del món és una hèlix en l'espai-temps.

## Equació geodèsica per a òrbites circulars

### Cinètica d'òrbites circulars
Per a la definició considereu una òrbita terrestre circular ( línia del món helicoïdal) d'una partícula. La partícula viatja amb velocitat v. Un observador a la Terra veu que la longitud es contrau en el marc de la partícula. Una vara de mesura que viatja amb la partícula sembla més curta per a l'observador de la Terra. Per tant, la circumferència de l'òrbita, que està en la direcció del moviment, sembla més llarga que {\displaystyle \pi } vegades el diàmetre de l'òrbita.
En la relativitat especial, la 4-velocitat pròpia de la partícula en el marc inercial (no accelerant) de la terra és
{\displaystyle u=\left(\gamma ,\gamma {\mathbf {v}  \over c}\right)}
on c és la velocitat de la llum, {\displaystyle \mathbf {v} } és la velocitat de 3, i {\displaystyle \gamma } és
{\displaystyle \gamma ={1 \over {\sqrt {1-{{\mathbf {v} \cdot \mathbf {v} } \over c^{2}}}}}}
La magnitud del vector de 4 velocitats és sempre constant
{\displaystyle u_{\alpha }u^{\alpha }=-1}
on estem utilitzant una mètrica de Minkowski
{\displaystyle \eta ^{\mu \nu }=\eta _{\mu \nu }={\begin{pmatrix}-1&0&0&0\\0&1&0&0\\0&0&1&0\\0&0&0&1\end{pmatrix}}}
Per tant, la magnitud de la velocitat 4 és un escalar de Lorentz.
L'acceleració 4 en el marc de la Terra (no accelerant) és
{\displaystyle a\equiv {{du} \over {d\tau }}={d \over {d\tau }}{\left(\gamma ,\gamma {\mathbf {v}  \over c}\right)}={\left(0,\gamma ^{2}{\mathbf {a}  \over c^{2}}\right)}={\left(0,-\gamma ^{2}{{\mathbf {v} \cdot \mathbf {v} } \over c^{2}}{{\mathbf {r} } \over r^{2}}\right)}}

on {\displaystyle d\tau } és c vegades l'interval de temps adequat mesurat en el marc de la partícula. Això està relacionat amb l'interval de temps en el marc de la Terra per
{\displaystyle cdt=\gamma d\tau }
Aquí, l'acceleració 3 per a una òrbita circular és
{\displaystyle \mathbf {a} =-\omega ^{2}\mathbf {r} =-{\mathbf {v} \cdot \mathbf {v} }{{\mathbf {r} } \over r^{2}}}
on {\displaystyle \omega } és la velocitat angular de la partícula en rotació i {\displaystyle \mathbf {r} } és la posició 3 de la partícula.
La magnitud de la velocitat 4 és constant. Això implica que l'acceleració 4 ha de ser perpendicular a la velocitat 4. Per tant, el producte interior de l'acceleració 4 i la velocitat de 4 és sempre zero. El producte interior és un escalar de Lorentz.

## Tensor esforç-energia

Diagrama 1. Canvi de visions de l'espai-temps al llarg de la línia mundial d'un observador que s'accelera ràpidament. En aquesta animació, la línia discontínua és la trajectòria espai-temps (" línia mundial ") d'una partícula. Les boles es col·loquen a intervals regulars de temps adequat al llarg de la línia mundial. Les línies diagonals sòlides són els cons de llum per a l'esdeveniment actual de l'observador i es tallen en aquest esdeveniment. Els punts petits són altres esdeveniments arbitraris en l'espai-temps. Per al marc de referència inercial instantània actual de l'observador, la direcció vertical indica el temps i la direcció horitzontal indica la distància. El pendent de la línia del món (desviació de ser vertical) és la velocitat de la partícula en aquesta secció de la línia del món. Així, en un revolt de la línia mundial, la partícula s'està accelerant. Observeu com la visió de l'espai-temps canvia quan l'observador accelera, canviant el marc de referència inercial instantani. Aquests canvis es regeixen per les transformacions de Lorentz. Tingueu en compte també que: * les boles de la línia mundial abans/després de les acceleracions futures/passats estan més espaiades a causa de la dilatació del temps. * els esdeveniments que eren simultanis abans d'una acceleració es troben en diferents moments després (a causa de la relativitat de la simultaneïtat), * els esdeveniments passen per les línies del con de llum a causa de la progressió del temps propi, però no a causa del canvi de vistes causat per les acceleracions., i * la línia mundial sempre roman dins dels cons de llum futurs i passats de l'esdeveniment actual.

### Llei de la gravitació de Newton

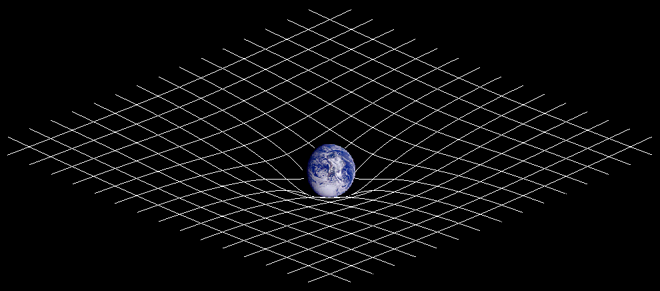
Visualització bidimensional de la distorsió espai-temps. La presència de matèria canvia la geometria de l'espai-temps, aquesta geometria (corbada) s'interpreta com la gravetat.

La llei de la gravitació de Newton en mecànica no relativista estableix que l'acceleració d'un objecte de massa {\displaystyle m} degut a un altre objecte de massa {\displaystyle M} és igual a
{\displaystyle \mathbf {f} ={d^{2}\mathbf {r}  \over d\tau ^{2}}=-{GM \over {c^{2}r^{3}}}\mathbf {r} }
on {\displaystyle G} és la constant gravitatòria, {\displaystyle \mathbf {r} } és un vector de la massa {\displaystyle M} a la massa {\displaystyle m} i {\displaystyle r} és la magnitud d'aquest vector. El temps t s'escala amb la velocitat de la llum c
{\displaystyle \tau \equiv ct}
L'acceleració {\displaystyle \mathbf {f} } és independent de {\displaystyle m}.
Per a la definició. Considereu una partícula de massa {\displaystyle m} orbitant en el camp gravitatori de la Terra amb massa {\displaystyle M}. La llei de la gravitació es pot escriure
{\displaystyle \mathbf {f} =-{4\pi G \over {3c^{2}}}\rho (r)\mathbf {r} }
on {\displaystyle \rho (r)} és la densitat de massa mitjana dins d'una esfera de radi {\displaystyle r}.

## Equació de camp d'Einstein
L'equació de camp d'Einstein s'obté equiparant l'acceleració necessària per a òrbites circulars amb l'acceleració deguda a la gravetat.
{\displaystyle a^{\mu }=f^{\mu }}
{\displaystyle {\acute {{R}^{\mu }}}_{\alpha \nu \beta }{\acute {u}}^{\alpha }{\acute {x}}^{\nu }{\acute {u}}^{\beta }=-{\acute {f}}^{\mu }}.
Aquesta és la relació entre la curvatura de l'espai-temps i el tensor esforç-energia.
El tensor de Ricci esdevé
{\displaystyle {\acute {R}}_{\alpha \beta }=8\pi {G \over {c^{4}}}\left({A \over 2}{\acute {T}}_{\alpha \beta }+{B \over 2}{\acute {T}}g_{\alpha \beta }\right)}
El rastre del tensor de Ricci és
{\displaystyle {\acute {R}}={\acute {R}}_{\alpha }^{\alpha }=8\pi {G \over {c^{4}}}\left({A \over 2}{\acute {T}}_{\alpha }^{\alpha }+{B \over 2}{\acute {T}}\delta _{\alpha }^{\alpha }\right)=8\pi {G \over {c^{4}}}\left({A \over 2}+2B\right){\acute {T}}}
i fent
{\displaystyle A=2}
{\displaystyle B=-1}
{\displaystyle C=\left(8\pi {G \over {c^{4}}}\right)^{-1}}
Això dóna
{\displaystyle {\acute {R}}=-8\pi {G \over {c^{4}}}{\acute {T}}}
L'equació de camp es pot escriure
{\displaystyle {\mathcal {G}}_{\alpha \beta }=8\pi {G \over {c^{4}}}{\acute {T}}_{\alpha \beta }}
on
{\displaystyle {\mathcal {G}}_{\alpha \beta }\equiv {\acute {R}}_{\alpha \beta }-{1 \over 2}{\acute {R}}g_{\alpha \beta }}
Aquesta és l'equació de camp d'Einstein que descriu la curvatura de l'espai-temps que resulta de la densitat d'estrès-energia. Aquesta equació, juntament amb l'equació geodèsica, han estat motivades per la cinètica i la dinàmica d'una partícula que orbita la Terra en una òrbita circular. Són certs en general.